# Thomomys bottae desertorum
Thomomys bottae desertorum is een knaagdier dat voorkomt in zuidwestelijk Noord-Amerika. Dit dier is een ondersoort van de valleigoffer (Thomomys bottae). Het werd oorspronkelijk beschreven door Merriam (1901). De typelocatie, de plaats waar het exemplaar vandaan komt op basis waarvan de ondersoort oorspronkelijk is beschreven, is Mud Spring (Arizona).